# МТП-3
МТП-3 — советская машина технической помощи (МТП) на базе САУ СУ-122-54.

## Описание конструкции
Основным предназначением машины являлось материально-техническое обеспечение танковых батальонов, на вооружении которых имелись средние танки Т-54, Т-55, Т-62, а также основные боевые танки Т-64.
Машина была создана в результате переоборудования САУ СУ-122-54. Боевое отделение по сравнению с базовой машиной было изменено. Было установлено специальное оборудование, позволявшее буксировать неисправные и повреждённые танки, или для выполнения грузоподъёмных работ. Броневая защита экипажа была сохранена на уровне базовой машины. Вместо пушки на месте амбразуры приварен стальной лист.
Буксирование танков могло осуществляться либо на жёсткой сцепке, либо с помощью специального такелажного оборудования. По грунтовой дороге скорость буксировки танка на тросах составляла до 6—10 км/ч, а при жёсткой сцепке — 9—12 км/ч.

### Двигатель и трансмиссия
В качестве силовой установки в машине мог использоваться либо дизельный двигатель В-54 с генератором Г-731, заимствованный с базовой машины. Также мог устанавливаться дизельный двигатель В-55 с генератором Г-5.